# La sandunga (álbum de Lila Downs)
La sandunga es la primera producción discográfica de estudio de forma oficial de la cantante mexicana Lila Downs la cual salió a la venta en México en mayo de 1999, con este material Downs se dio a conocer a nivel internacional ya que este álbum fue uno de los primeros de música tradicional mexicana en el que se fusionaron ritmos tradicionales y modernos, posteriormente se editó en Estados Unidos y en países europeos como España, Francia, Inglaterra y Alemania. Producido por Lila Downs, Paul Cohen y Aneiro Taño con el apoyo del Instituto Oaxaqueño de las Culturas y Asociación Cultural Xquenda, este álbum es interpretado en español y en mixteco, este disco se grabó en la Ciudad de México y en la Ciudad de Oaxaca, las canciones de este álbum hablan sobre la migración incluyendo boleros, sones  y chilenas.

## Descripción del álbum
La Sandunga. contiene 13  temas en español y dos temas en mixteco las letras de este álbum son de la autoría de Lila Downs, Paul Cohen, Álvaro Carrillo, Chuy Rasgado, Máximo Ramón Ortiz, José López Alavez, Juan de Dios Ortiz  y temas del dominio público. Con este álbum Lila Downs se dio a conocer a nivel internacional ya que logró gran popularidad en México, Estados Unidos y España, este disco cuenta con la colaboración de la Banda Filarmónica del Centro de Capacitación Musical y Desarrollo de la Cultura Mixe (CECAM). En este material se incluyeron temas remasterizados de sus álbumes anteriores Ofrenda y Trazos que actualmente ya no forman parte de su discografía oficial.

## Lista de canciones
| La Sandunga | |                                |          |  |
| N.º         | Título | Letras                         | Duración |  |
| 1.          | «La sandunga»                                                                                                   | Máximo Ramón Ortiz             | 4:14     |  |
| 2.          | «Pobre changuita»                                                                                               | Manuel R. Piña                 | 2:13     |  |
| 3.          | «Naila» | Chuy Rasgado                   | 3:12     |  |
| 4.          | «Tengo miedo de quererte»                                                                                       | Paul Cohen, Lila Downs         | 3:56     |  |
| 5.          | «Un poco más»                                                                                                   | Álvaro Carrillo                | 4:15     |  |
| 6.          | «Sabor a mí» | Álvaro Carrillo                | 4:20     |  |
| 7.          | «Ofrenda» | Lila Downs                     | 3:10     |  |
| 8.          | «La llorona» |                                | 4:35     |  |
| 9.          | «Yunu Yucu Ninu»                                                                                                | Juan de Dios Ortiz, Lila Downs | 3:21     |  |
| 10.         | «Canción mixteca» (Con la Banda Filarmónica del Centro de Capacitación Musical y Desarrollo de la Cultura Mixe) | José López Alavez              | 2:55     |  |
| 11.         | «Pinotepa» (Con la Banda Filarmónica del Centro de Capacitación Musical y Desarrollo de la Cultura Mixe)        |                                | 4:44     |  |
| 12.         | «El venadito»                                                                                                   |                                | 2:30     |  |
| 13.         | «Perfume de gardenias»                                                                                          | Rafael Hernández Marín         | 2:47     |  |
| 14.         | «La malagueña»                                                                                                  | Elpidio Ramírez                | 4:55     |  |
| 15.         | «Bésame mucho»                                                                                                  | Consuelo Velásquez             | 5:24     |  |

## Sencillos
- «La Sandunga»
- «El venadito»
- «Pobre changuita»
- «La llorona»
- «Canción mixteca»
- «La malagueña»
- «Bésame mucho»
- «Perfume de gardenias»

## Historial de lanzamientos
| País          | Fecha | Sello       | Formato | Catálogo |
| Internacional | 1999  | EMI, Narada | CD      | 24729    |